# Walk (песня Pantera)
Walk (с англ. — «Шагай») — песня американской грув-метал-группы Pantera с их шестого студийного альбома Vulgar Display of Power. Песня входит в концертный альбом группы Official Live: 101 Proof и сборник лучших песен The Best of Pantera: Far Beyond the Great Southern Cowboys’ Vulgar Hits!.

## О песне
Гитарный рифф сыгран в размере 12/8.
Клип на песню снимался на сцене театра Ривьера в Чикаго.

## Значение
Песня заняла 16-е место в списке 40 величайших метал-песен по версии VH1. Гитарное соло Даймбэга Даррелла в песне входит в 100 лучших гитарных соло за всю историю. В марте 2023 года группа авторов американского издания Rolling Stone включила композицию в список «100 величайших хеви-метал песен всех времён». В этом рейтинге она заняла 29-ю позицию, заметку о ней составила Бриттани Спанос.

## Чарты
| Чарт (1993)                     | Высшая позиция |
| ------------------------------- | -------------- |
| Великобритания (OCC UK Singles) | 35             |